# Laguna Ébrié
La laguna Ébrié (del francés: Ébrié Lagoon) es una laguna costera o lagoon que se encuentra en la costa atlántica de Costa de Marfil, separada del océano por un largo y estrecho cordón litoral. Tiene una superficie de 560 km², con unos 130 km de longitud, una anchura media de 4 km y máxima de 7 km, y una profundidad máxima de 20 m y media de 4,8 m. Está unida al mar por el canal de Vridi y está unida con la laguna Aguien, localizada más la interior. En ella desagua el río Comoé. La capital del país, Abiyán, y las ciudades de Grand Bassam, Bingerville, Jacqueville y Tiagba  se encuentran en sus riberas.